# Cocculinella
Cocculinella är ett släkte av snäckor. Cocculinella ingår i familjen Cocculinellidae.
Cocculinella är enda släktet i familjen Cocculinellidae.
Kladogram enligt Catalogue of Life:
| Cocculinella | \| \| Cocculinella kopua \| \| \| \| \| \| Cocculinella osteophila \| \| \| \| |
|              | \| \| Cocculinella kopua \| \| \| \| \| \| Cocculinella osteophila \| \| \| \| |
|              | Cocculinella kopua                                                             |
|              |                                                                                |
|              | Cocculinella osteophila                                                        |
|              |                                                                                |